# Tom Clancy's Splinter Cell: Conviction
Tom Clancy's Splinter Cell: Conviction is het vijfde deel in de Splinter Cell-reeks van videospellen. De originele releasedatum was 16 november 2007, maar het is spel is meerdere keren uitgesteld. De releasedatum was in Verenigde Staten op 13 april 2010 en voor de PAL-regio (waar ook de Benelux onder valt) op 15 april 2010.

## Verhaal
Het verhaal begint als Sam op een terrasje zit en een mobiele telefoon bij zijn maaltijd krijgt. Hij neemt op en hoort Grim zeggen dat er een groep terroristen op hem afkomen. Als de speler hen heeft verslagen, moet hij informatie verzamelen over Third Echelon waar Sam eerst gewerkt heeft. Deze organisatie heeft een nieuwe baas genaamd Mr. Reed. Ondertussen komt Sam er ook achter wie zijn dochter heeft aangereden. Grim vertelt later aan Sam dat Sarah nog leeft. Als Victor Coste, een vriend van Sam, Sarah in de helikopter mee neemt, ziet Sam Sarah voor het eerst in drie jaar.
Sam heeft een miniclip waarin hij Sarah ziet. Als de speler in de laatste missie zit, zit hij in het Witte Huis en neemt wraak op Reed. Hierbij kan de speler kiezen of hij hem vermoordt of levend houdt. Als de speler Reed laat leven, schiet Grim hem alsnog dood. Hier eindigt het verhaal. Als de game is afgelopen vertelt Victor Coste nog iets over Sam en dat Victor hem als familie ziet. Dan hoor je brekende ruiten en geweerschoten. Het beeld wordt dan langzaam zwart.